# 南希·韋克
南希·格蕾丝·奥古斯塔·韋克（英語：Nancy Grace Augusta Wake，1912年8月30日—2011年8月7日）是英国的女间谍，绰号“白鼠”，在第二次世界大战为联军做出了巨大的贡献，曾经获得多国勋章，例如：总统自由勋章、乔治勋章等。
南希·韋克的一生是传奇的一生，她毅然放弃平静的闺中生活，1939年加入英国特别行动执行处（SOE），1940年加入法国反法西斯秘密抵抗组织，为反法西斯运动作出了卓越的贡献。从1944年4月至法国解放，她领导的7000名法国抵抗組織的游击队队员与22000名德国党卫军奋战，给对方造成巨大伤亡。她曾为保护组织的安全，徒手杀死一名德国哨兵。1985年，她出版了自己的自传《白鼠》（The White Mouse），该书成为畅销书，并被多次翻印出版。